# أندوفر (مينيسوتا)
أندوفر هي مدينة في مقاطعة أنوكا كاونتي، ولاية مينيسوتا، الولايات المتحدة. وبلغ عدد سكانها 26588 في تعداد عام 2000.

## التركيبة السكانية
قام مكتب تعداد الولايات المتحدة بتحديد بيانات التركيبة السكانية لأندوفر في تعداد الولايات المتحدة. في ما يلي، التركيبة السكانية حسب تعدادي 2000 و2010.

### تعداد عام 2000
بلغ عدد سكان أندوفر 26,588 نسمة بحسب تعداد عام 2000، وبلغ عدد الأسر 8,107 أسرة وعدد العائلات 7,150 عائلة مقيمة في المدينة. في حين سجلت الكثافة السكانية 779.6 نسمة لكل ميل مربع (301.0/كم2). وبلغ عدد الوحدات السكنية 8,205 وحدة بمتوسط كثافة قدره 240.6 نسمة لكل ميل مربع (92.9/كم2).
وتوزع التركيب العرقي للمدينة بنسبة 96.48% من البيض و0.35% من الأمريكيين الأصليين و1.08% من الأمريكيين ذوي الأصول الآسيوية و0.02% من سكان جزر المحيط الهادئ و0.54% من الأمريكيين الأفارقة و1.21% من عرقين مختلطين أو أكثر.
بلغ عدد الأسر 8,107 أسرة كانت نسبة 55.1% منها لديها أطفال تحت سن الثامنة عشر تعيش معهم، وبلغت نسبة الأزواج القاطنين مع بعضهم البعض 80.0% من أصل المجموع الكلي للأسر، ونسبة 5.5% من الأسر كان لديها معيلات من الإناث دون وجود شريك، وكانت نسبة 11.8% من غير العائلات. تألفت نسبة 8.4% من أصل جميع الأسر من أفراد ونسبة 2.3% كانوا يعيش معهم شخص وحيد يبلغ من العمر 65 عاماً فما فوق. وبلغ متوسط حجم الأسرة المعيشية 3.48، أما متوسط حجم العائلات فبلغ 3.28.
بلغ العمر الوسطي للسكان 32 عاماً. وكانت نسبة 35.5% من القاطنين تحت سن الثامنة عشر، وكانت نسبة 6.0% بين الثامنة عشر والأربعة وعشرون عاماً، ونسبة 36.4% كانت واقعةً في الفئة العمرية ما بين الخامسة والعشرين حتى الرابعة والأربعين عاماً، ونسبة 19.2% كانت ما بين الخامسة والأربعين حتى الرابعة والستين، ونسبة 2.9% كانت ضمن فئة الخامسة والستين عاماً فما فوق. يوجد لكل 100 أنثى 103.4 ذكر، ويوجد لكل 100 أنثى في الثامنة عشر من عمرها فما فوق 102.5 ذكر.
بلغ متوسط دخل الأسرة في المدينة 76,241 دولار، أما متوسط دخل العائلة فبلغ 78,785 دولار. وكان متوسط دخل الذكور 50,248 دولار مقابل 33,814 دولار للإناث. وسجل دخل الفرد الخاص بالمدينة 26,317 دولار. وكانت نسبة 1.2% من العائلات ونسبة 2.0% من السكان تحت خط الفقر، وكان من هؤلاء نسبة 2.0% تحت سن الثامنة عشر ونسبة 4.0% في الخامسة والستين من العمر وما فوق.

### تعداد عام 2010
بلغ عدد سكان أندوفر 30,598 نسمة بحسب تعداد عام 2010، وبلغ عدد الأسر 9,811 أسرة وعدد العائلات 8,357 عائلة مقيمة في المدينة. في حين سجلت الكثافة السكانية 903.1 نسمة لكل ميل مربع (348.7/كم2). وبلغ عدد الوحدات السكنية 10,091 وحدة بمتوسط كثافة قدره 297.8 لكل ميل مربع (115.0/كم2).
وتوزع التركيب العرقي للمدينة بنسبة 93.2% من البيض و0.3% من الأمريكيين الأصليين و2.2% من الأمريكيين ذوي الأصول الآسيوية و1.7% من الأمريكيين الأفارقة و1.9% من عرقين مختلطين أو أكثر.
بلغ عدد الأسر 9,811 أسرة كانت نسبة 47.6% منها لديها أطفال تحت سن الثامنة عشر تعيش معهم، وبلغت نسبة الأزواج القاطنين مع بعضهم البعض 74.2% من أصل المجموع الكلي للأسر، ونسبة 7.1% من الأسر كان لديها معيلات من الإناث دون وجود شريك، بينما كانت نسبة 3.9% من الأسر لديها معيلون من الذكور دون وجود شريكة وكانت نسبة 14.8% من غير العائلات. تألفت نسبة 10.6% من أصل جميع الأسر من أفراد ونسبة 3.4% كانوا يعيش معهم شخص وحيد يبلغ من العمر 65 عاماً فما فوق. وبلغ متوسط حجم الأسرة المعيشية 3.35، أما متوسط حجم العائلات فبلغ 3.11.
بلغ العمر الوسطي للسكان 37.3 عاماً. وكانت نسبة 30.4% من القاطنين تحت سن الثامنة عشر، وكانت نسبة 7.6% بين الثامنة عشر والأربعة وعشرون عاماً، ونسبة 25.5% كانت واقعةً في الفئة العمرية ما بين الخامسة والعشرين حتى الرابعة والأربعين عاماً، ونسبة 29.9% كانت ما بين الخامسة والأربعين حتى الرابعة والستين، ونسبة 6.7% كانت ضمن فئة الخامسة والستين عاماً فما فوق. وتوزع التركيب الجنسي للسكان بنسبة 50.7% ذكور و49.3% إناث.

## جغرافيا
يبلغ مجموع مساحة أندوفر 90.6 كيلومتر مربع، منها 88.3 كيلومتر يابسة و2.3 كيلومتر مربع منها ماء.
طرق المقاطعة 9, 18, 78, و116, هم الطرق الرئيسية التي تؤدي إلى أندوفر, الطريق سريعة رقم 10 هي تقريبا بجانب المدينة.

## تاريخ
كانت أندوفر هي المحطة المركزية للسكة الحديدية الشمالية العظيمة. تم تعريف أندوفر كمدينة في عام 1974.